# Groupe de Thulé
Le groupe de Thulé est un groupe d'astéroïdes. 
Ces astéroïdes sont en résonance 3:4 avec l'orbite de Jupiter.
Comme pour la plupart des autres groupes, le groupe de Thulé est nommé d'après l'astéroïde du groupe ayant le plus petit numéro, c'est-à-dire (279) Thulé.

## Caractéristiques

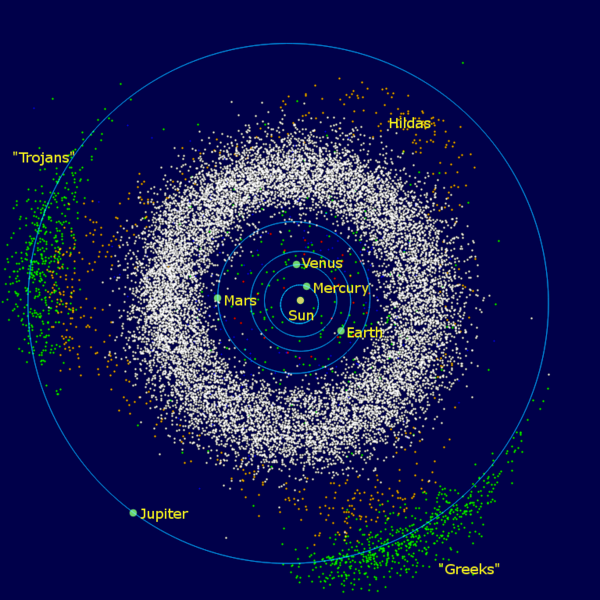
Schéma du Système solaire jusqu'à l'orbite de Jupiter, mettant en évidence les astéroïdes troyens (en vert), en avance ou en retard de la planète sur son orbite. Sont également indiqués les membres de la ceinture d'astéroïdes (en blanc) et ceux du groupe de Hilda (en brun).

Il y a une zone d'espace interdite entre les astéroïdes du groupe de Hilda et les astéroïdes troyens de Jupiter, environ entre 4,05 UA et 5,0 UA. Outre (279) Thulé et cinq autres objets dont les orbites semblent instables, la gravité de Jupiter a tout balayé de cette région.

## Membres
Les membres du groupe sont : 
| Nom                 | a         | e         | i        |
| ------------------- | --------- | --------- | -------- |
| (279) Thulé         | 4.2725790 | 0.0092799 | 2.33789° |
| (186024) 2001 QG207 |           |           |          |
| (185290) 2006 UB219 |           |           |          |